# Kémek a szomszédban
A Kémek a szomszédban (eredeti cím: Keeping Up with the Joneses) 2016-ban bemutatott amerikai akcióvígjáték, mely két házaspár nem épp szokványos kalandjairól szól. A főszerepekben Zach Galifianakis, Isla Fisher, Jon Hamm és Gal Gadot látható.

## Tartalom
Az átlagos középosztálybéli házaspár, Jeff és Karen Gaffney hétköznapi, mondhatni unalmas kertvárosi életébe újdonságot hoz, mikor egy új, dekoratív pár költözik a szomszédjukba. Hamar meg is ismerkednek Jonesékkal, a fess Tim és a bombanő Natalie nem csak a külső adottságaikban sikeresek, Tim jól menő utazási író, míg Natalie ha nem médiatanácsokat ad vagy gasztroblogot vezet, a Srí Lankai árváknak segít. Gaffney-ék nem kis irigységtől vezérleve ki akarják deríteni mit is csinál a túl tökéletes párocska valójában, főleg miután poloskát találnak egy tőlük kapott üvegszoborban. Kutakodásuk meglepő eredményt hoz: Jonesék fedett szuperkémek, miután azonban Gaffney-ék leleplezték az inkognitójukat nincs más lehetőségük, mint beszervezni őket is a kémakciójukba. A kétbalkezes, szedett-vedett Gaffney-ék életéből így rögtön tovaszáll az unalom…

## Szereplők
| Szerep         | Színész           | Magyar hang    |
| -------------- | ----------------- | -------------- |
| Jeff Gaffney   | Zach Galifianakis | Holl Nándor    |
| Karen Gaffney  | Isla Fisher       | Balsai Móni    |
| Tim Jones      | Jon Hamm          | Fekete Ernő    |
| Natalie Jones  | Gal Gadot         | Pikali Gerda   |
| Scorpion       | Patton Oswalt     | Háda János     |
| Dan Craverston | Matt Walsh        | Fazekas István |
| Meg Craverston | Maribeth Monroe   | N/A            |
| Yang           | Michael Liu       | N/A            |
| Carl Pronger   | Kevin Dunn        | Csankó Zoltán  |

## Fogadtatás
A kritika nem dicsérte túlzottan a filmet, és anyagilag is jelentős bukás volt: a 40 milliós költségvetéshez képest nagyjából csak 30 millió volt a bevétele.